# 斯維亞托耶湖 (伊萬諾沃州)
56°36′27″N 42°21′23″E / 56.60750°N 42.35639°E
斯維亞托耶湖（俄语：Святое），是俄羅斯的湖泊，位於該國西部，由伊萬諾沃州負責管轄，長1.95公里、寬0.84公里，面積2.77平方公里，海拔高度98.6米，湖岸線長度7公里，平均水深3.7米，最大水深6米。